# Bostonska luka
Luka Bostona (Port of Boston) je vodeća luka u okolici Boston Harbor te u blizini Grada Bostona. Predstavlja najveću luku u Massachusettsu te jednu od glavnih luka na istočnoj obali SAD. 
Bostonska luka je kroz povijest bila važna za rast i razvoj grada Bostona, te je ispočetka bila smještena u današnjem poslovnom središtu grada. Nasipanje zemlje i prenamjena zemljišta su učinili da više ne opslužuje komercijalni promet, iako se gatom još uvijek služe trajekti i putnički brodovi. Danas se postrojenja za trgovalčki promet nalaze u bostonskim četvrtima Charlestown, East Boston i South Boston, te u susjednom gradu Everett.

## Vanjske poveznice
- Massport: Ports - The Port of Boston
- The Boston Harbor Association
- Boston Harbor resources site
- NOAA Soundings Map of Boston Harbor